# Luka Merdović
Luka Merdović (in serbo Лукa Mepдoвић?; Titograd, 14 marzo 1989) è un ex calciatore montenegrino, di ruolo attaccante.

## Carriera
Ha giocato nella massima serie dei campionati montenegrino (che ha vinto in tre occasioni) e serbo; nella stagione 2014-2015 ha esordito nelle competizioni UEFA per club, disputando un incontro nei turni preliminari di Europa League con la maglia del Lovćen. In seguito, con il Sutjeska ha giocato due partite nei turni preliminari di Champions League nella stagione 2018-2019 e, sempre nella medesima annata, anche due partite nei turni preliminari di Europa League.

## Palmarès

### Club

#### Competizioni nazionali
- Campionato montenegrino: 3

Budućnost: 2007-2008
Sutjeska: 2017-2018, 2018-2019
- Coppa del Montenegro: 1

Lovćen: 2013-2014